# Puy de Wolf
Puy de Wolf este o arie protejată (sit de importanță comunitară — SCI) din Franța întinsă pe o suprafață de 124 ha, integral pe uscat.

## Localizare
Centrul sitului Puy de Wolf este situat la coordonatele 44°33′06″N 2°18′10″E / 44.55167°N 2.30278°E.

## Înființare
Situl Puy de Wolf a fost declarat arie specială de conservare în baza directivei 92/43 din 1992 referitoare la conservarea habitatelor naturale și a faunei și florei sălbatice pentru a proteja un număr necunoscut de specii din flora spontană și fauna sălbatică aflate în arealul zonei.

## Biodiversitate
Situată în ecoregiunea continentală, aria protejată conține 6 habitate naturale: Pante stâncoase silicioase cu vegetație casmofită, Roci stâncoase cu vegetație pionieră de Sedo-Scleranthion sau Sedo albi-Veronicion dillenii, Păduri de stejar galițio-portugheze cu Quercus robur și Quercus pyrenaica, Pseudostepă cu ierburi și specii anuale de Thero-Brachypodietea, Formațiuni montane de Cytisus purgans, Pajiști uscate seminaturale și facies de acoperire cu tufișuri pe substraturi calcaroase (Festuco-Brometalia) (* situri importante pentru orhidee).
La baza desemnării sitului se află un număr nedeclarat de specii protejate.
Pe lângă speciile protejate, pe teritoriul sitului au mai fost identificate 10 specii de plante, 23 de specii de păsări, 1 specie de amfibieni, 2 specii de nevertebrate, 2 specii de reptile.